# Club General San Martín
El Club General San Martín es un club deportivo de la ciudad de Villa Mercedes, provincia de San Luis, Argentina. Es conocido como El Prócer, La Carbonilla, El Celeste. Es integrante de la Liga de Fútbol Mercedes, la Asociación de Básquet de Villa Mercedes, la Federación Sanluiseña de Cestoball, la Asociación Mercedina de Vóley y la Federación de Bochas San Luis.

## Historia
El Club General San Martín nace en la ciudad de Villa Mercedes el 23 de septiembre de 1923. En sus inicios, luego de la fusión de los clubes Atlético Recreativo BAP y Sportivo Pacífico, se denominó Club Atlético Pacífico. Y en asamblea extraordinaria del 22, 25, 29 de mayo y 6 de junio de 1949 fue cambiado a Club General San Martín Con una rica historia deportiva, social y cultural, nuestro Club se ha caracterizado por abrazar a las barriadas populares de la zona norte mercedina. Construyendo junto a la comunidad, una historia de amor, pasión y solidaridad.

## Actualidad
Luego de la Asamblea Ordinaria realizada el 31 de julio de 2024 en las instalaciones del Club, se eligió a Néstor Becerra como su Presidente, Enzo Belviso (Vicepresidente), Antonio Becerra (Secretario) y Javier Reartes (Prosecretario) por el periodo 2024-2026.
El club tiene su sede histórica ubicada en Aviador Origone y 9 de Julio donde cuenta con un polideportivo, cancha de fútbol 7, pileta de natación, cancha de bochas, confitería y oficina donde funciona su secretaria, y el nuevo predio en Pedernera y Maestro González donde se encuentra la cancha de fútbol. El Prócer (como lo llaman sus hinchas) se destaca por brindar formación deportiva a niños, adolescentes y jóvenes que vienen de todas las barriadas de la zona norte, como el barrio Villa Celestina, Estación, Belgrano, Pimpollo, Villa Rafaela, Eva Perón, Las Rosas, Cuna de Halcones y Ciudad Jardín.
Las disciplinas deportivas que se realizan son fútbol, bochas, básquet, vóley y cestoball, también, se desarrollan actividades físicas y recreativas como zumba y artes marciales.
En el caso del fútbol, contamos con las categorías 2013, 2010, 2009 y dos equipos en la quinta división del fútbol mayor. Además, los equipos que juegan en la reserva y la primera división A de la Liga de Fútbol Mercedes.

## Fútbol

###### Campeonatos
- Liga de Fútbol Mercedes 1924
- Liga de Fútbol Mercedes 1928
- Liga de Fútbol Mercedes 1931
- Liga de Fútbol Mercedes 1934
- Liga de Fútbol Mercedes 1952
- Liga de Fútbol Mercedes 1956
- Liga de Fútbol Mercedes 1959
- Liga de Fútbol Mercedes 1960
- Liga de Fútbol Mercedes 1962
- Liga de Fútbol Mercedes 1963
- Liga de Fútbol Mercedes 1924
- Liga de Fútbol Mercedes 1969
- Liga de Fútbol Mercedes 1995
- Liga de Fútbol Mercedes 2004
- Liga de Fútbol Mercedes 2006
- Liga de Fútbol Mercedes 2011
- Ganador del Torneo Federación - Ascenso al Torneo Regional Amateur 2019.

## Jugadores Campeones
Campeones 1969
Mereco Ledesma, Quebracho Mansilla, Pirlo Coria, Chunchula Aguilar, Nemesio Chirino, Piti Escudero, Luisito Pérez, Pocho Pereyra, Hugo Montoya, Cunda Magallanes, Pato Suárez, Loco Vera, Poroto Ojeda, Miguel Guzmán, Loco Sánchez, Loco Funes, Pupo Suárez, Jorge Polito, Negro Sosa.
DT: Armando Lippi
Campeones 2006
Eduardo Becerra, Daniel Fernández, Mauro Ledesma, Marcelo Nieto, Luis Alaniz, Luis Allende, Cali Peralta, Gabriel Coria, Gustavo Fernández, Osvaldo Morales, Néstor Monito Morales, Gabriel Villegas, Alex Olguin, Diego Olguin, Jose Videla, Plancha Torres, Bambino Velázquez, Miguel Fernández.
DT: Enrique Rasco Olguin; Ayudante Juanilla Lucero.
Campeones 2011
Lucas Torres, Stefano Quiroga, Juan Castro, Daniel Fernández, Diego Olguin, Diego Flores, Mario González, Pablo Ibaceta, Nolo Sitjas, Chompi Fernández, Ale Peralta, Lucas Ibaceta, Sergio Beck, Alex Olguin, Gabriel Villegas, Pablo Andreotti, Adrián Alcaraz, Martín Godoy, Fede Becerra, Matías Peralta.
DT: Enrique Rasco Olguin; Ayudante: Juanita Guzmán.